# Giulia Alberico
Giulia Alberico (San Vito Chietino, 23 settembre 1949) è una scrittrice italiana. Attualmente vive a Roma.

## Biografia
Insegnante di Italiano e Storia nelle scuole superiori di Roma per trent'anni, ha esordito nel 1999 con la raccolta di racconti Madrigale, pubblicato su invito dell'editrice Elvira Sellerio.
Ha pubblicato diversi romanzi con i più importanti editori italiani, saggi e racconti nelle antologie Il silenzio del falco (2003) e Sotto al ponte c'è tre conche (2005).
Collabora con le pagine culturali de L'Osservatore Romano e con la webzine La Voce di New York.

## Opere

### Narrativa

#### Romanzi
- Il gioco della sorte, Sellerio 2002
- Come Sheherazade, Rizzoli 2004
- Il vento caldo del Garbino, Mondadori 2007
- Un amore sbagliato, Sonzogno 2015
- Grazia, SEM 2017
- La signora delle Fiandre, Piemme 2021
- Il segreto di Vittoria, Piemme 2024

#### Raccolte di racconti
- Madrigale, Sellerio 1999
- Cuanta pasion! Storie di fatica, d'avventura e d'amore nella scuola pubblica italiana, Mondadori 2009
- Anna e i mesi, e altri racconti, Galaad 2025

### Saggistica
- Il corpo gentile. Conversazione con Massimo Girotti, Sossella 2003
- I libri sono timidi, Filema 2007
- Notizie di Aligi. Sei narratori abruzzesi, Carabba 2009
- Sicuramente ho rubato. Conversazioni sulla scrittura, i libri, la scuola, con Simone Gambacorta, Duende 2012

## Premi
- 2000 – Premio Arturo Loria, per Madrigale[5]
- 2008 – Premio Torre Petrosa, per I libri sono timidi[6]